# Mariya Shcherbina
Mariya Vladimirovna Shcherbina (em ucraniano:  Марія Володимирівнаis Щербина, 11 de dezembro de 1958) é uma matemáticas ucraniana, que estuda matrizes aleatórias. É membro correspondente da Academia Nacional de Ciências da Ucrânia, tendo recebido o Mikhail Vasilyevich Ostrogradsky Prize de 2009.
Shcherbina obteve o diploma na Universidade Nacional da Carcóvia em 1981, com estudos de pós-graduação no Verkin Institute for Low Temperature Physics and Engineering, ontendo um Candidato de Ciências em 1986. Completou a habilitação no intituto em 1997.
É com Leonid Pastur autora de Eigenvalue Distribution of Large Random Matrices (Mathematical Surveys and Monographs, American Mathematical Society, 2011). Foi palestrante convidada do Congresso Internacional de Matemáticos no Rio de janeiro em 2018.